# Polytrichum stefureacii
Polytrichum stefureacii là một loài rêu trong họ Polytrichaceae. Loài này được Plam. mô tả khoa học đầu tiên năm 1973.